# Michery
Michery ist eine französische Gemeinde mit 1.080 Einwohnern (Stand: 1. Januar 2022) im Département Yonne in der Region Bourgogne-Franche-Comté. Sie gehört zum Arrondissement Sens und zum Kanton Thorigny-sur-Oreuse (bis 2015: Kanton Pont-sur-Yonne). Die Einwohner werden Michelins genannt.

## Geografie
Michery liegt etwa 13 Kilometer nordnordwestlich von Sens. Der Fluss Yonne, in den hier sein Zufluss Oreuse einmündet, bildet einen Teil der westlichen Gemeindegrenze. Umgeben wird Michery von den Nachbargemeinden Serbonnes im Norden und Nordwesten, Sergines im Norden, Plessis-Saint-Jean im Nordosten, La Chapelle-sur-Oreuse im Osten und Südosten, Gisy-les-Nobles im Süden, Pont-sur-Yonne im Südwesten sowie Villemanoche im Westen. 
Durch die Gemeinde führt die Autoroute A5.

## Bevölkerungsentwicklung
| 1962                       | 1968 | 1975 | 1982 | 1990 | 1999 | 2006 | 2013 |
| -------------------------- | ---- | ---- | ---- | ---- | ---- | ---- | ---- |
| 503                        | 549  | 529  | 571  | 718  | 845  | 981  | 1043 |
| Quellen: Cassini und INSEE |      |      |      |      |      |      |      |

## Sehenswürdigkeiten
- Kirche Saint-Laurent
- Kloster La Cour-Notre-Dame, Monument historique

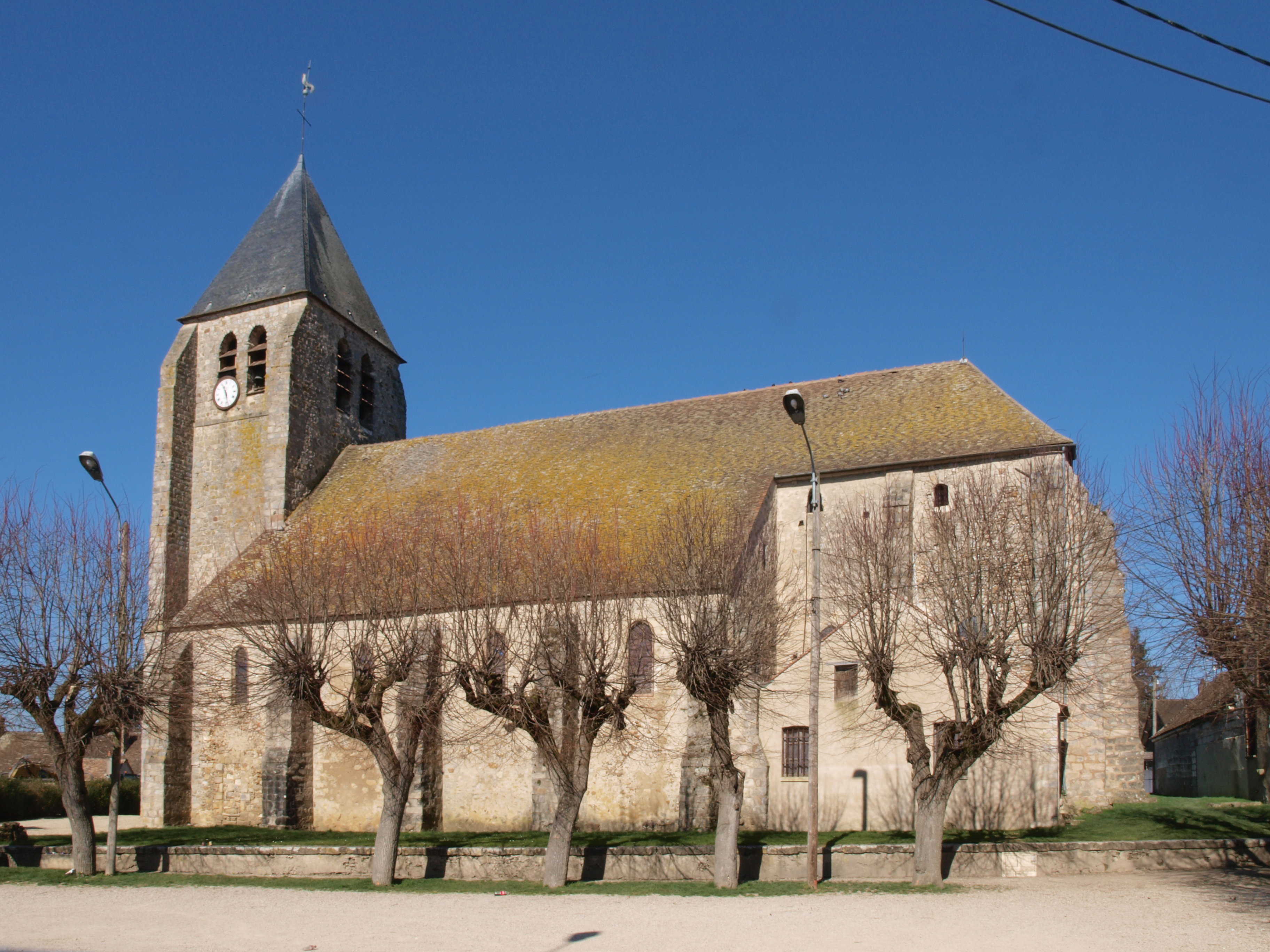
Kirche Saint-Laurent
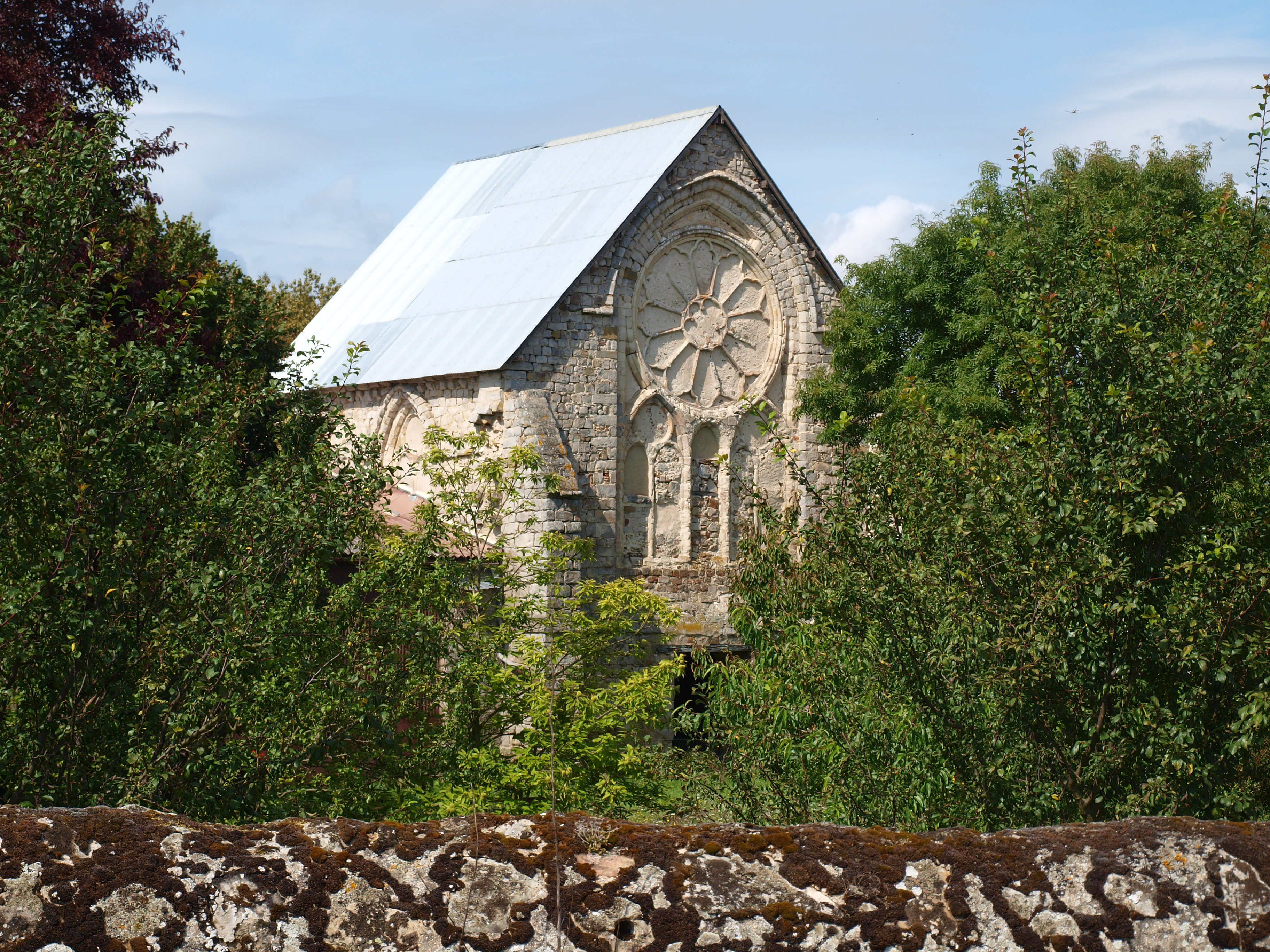
Teil des Klosters La Cour-Notre-Dame